# San Giovanni Bosco (Prato)

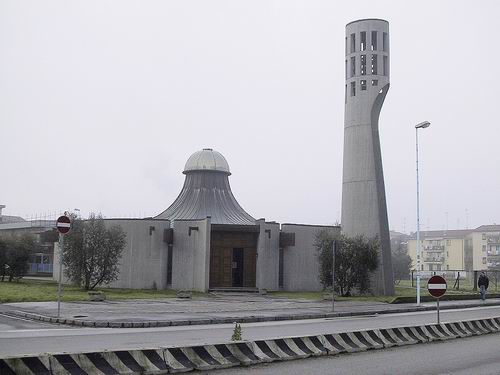
San Giovanni Bosco

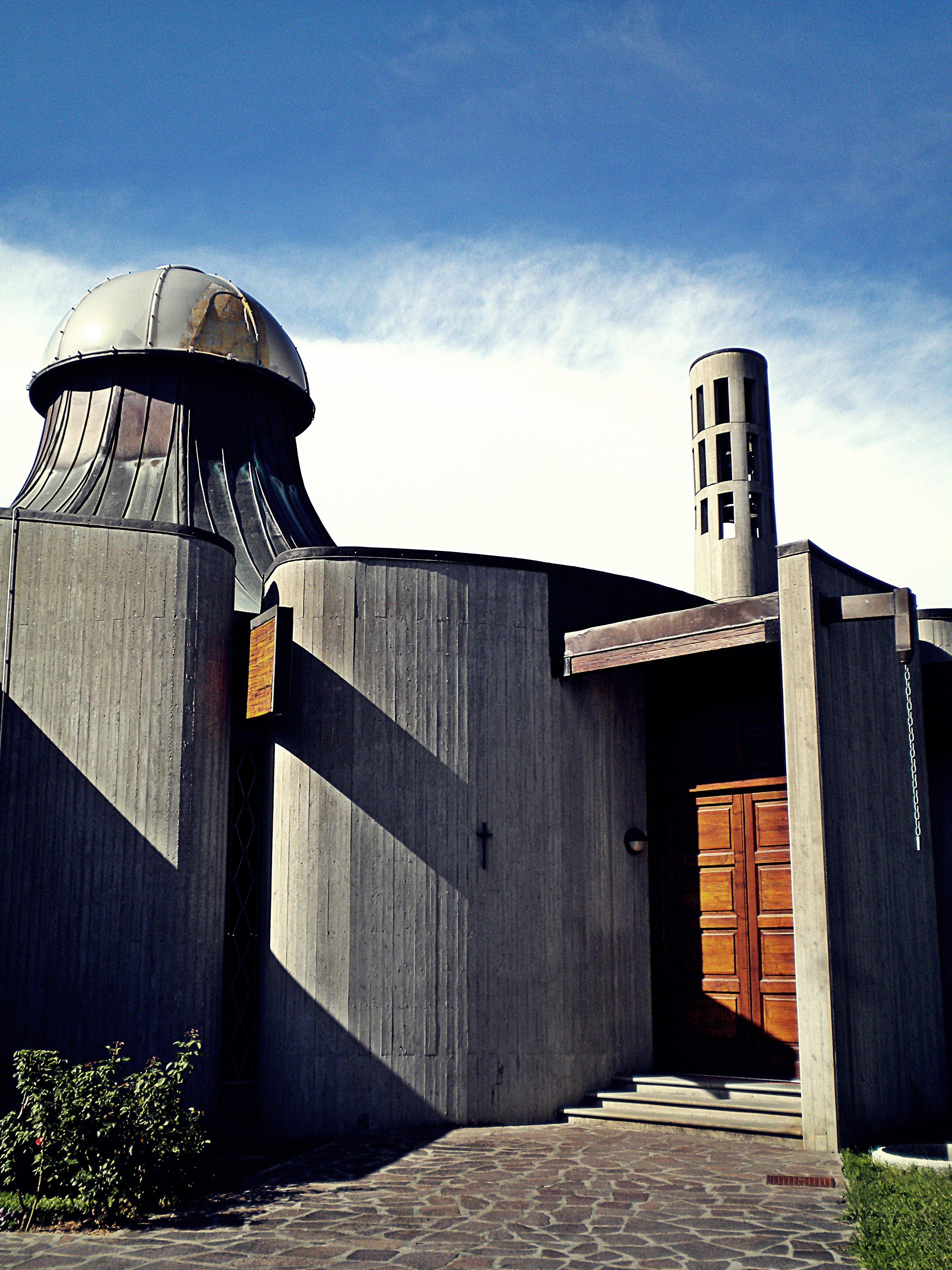
Eingang

Die Kirche San Giovanni Bosco in Prato ist eine römisch-katholische Pfarrkirche im Vikariat Nord des Bistums Prato.
Nachdem 1980 die Pfarrei errichtet worden war, entwarf 1978 der Architekt Gabriele Giovannelli das zugehörige Kirchengebäude. Es wurde 1990 fertiggestellt.
Die Ausgestaltung erfolgte durch den Künstler Toni Fertonani.

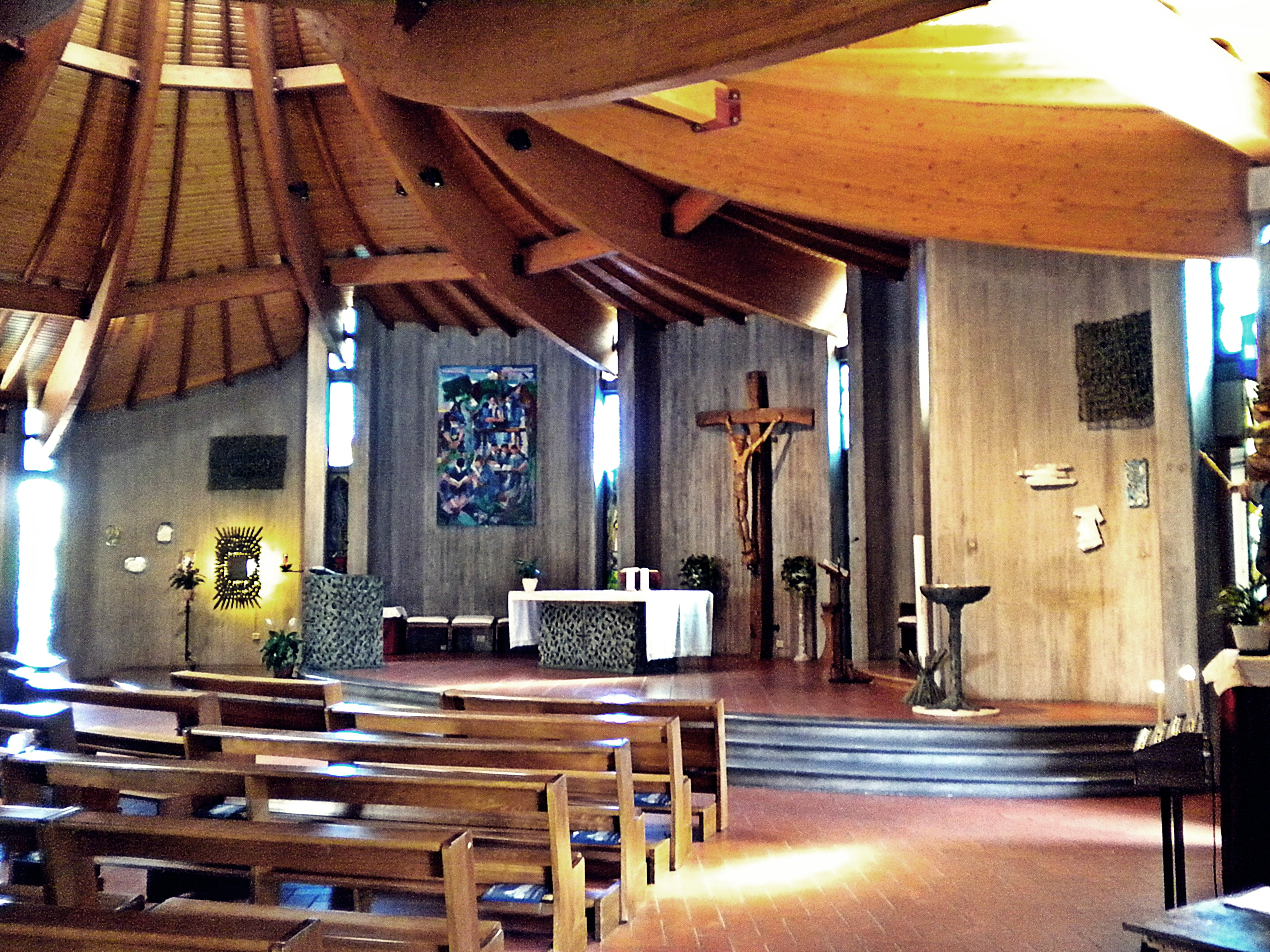
Innen
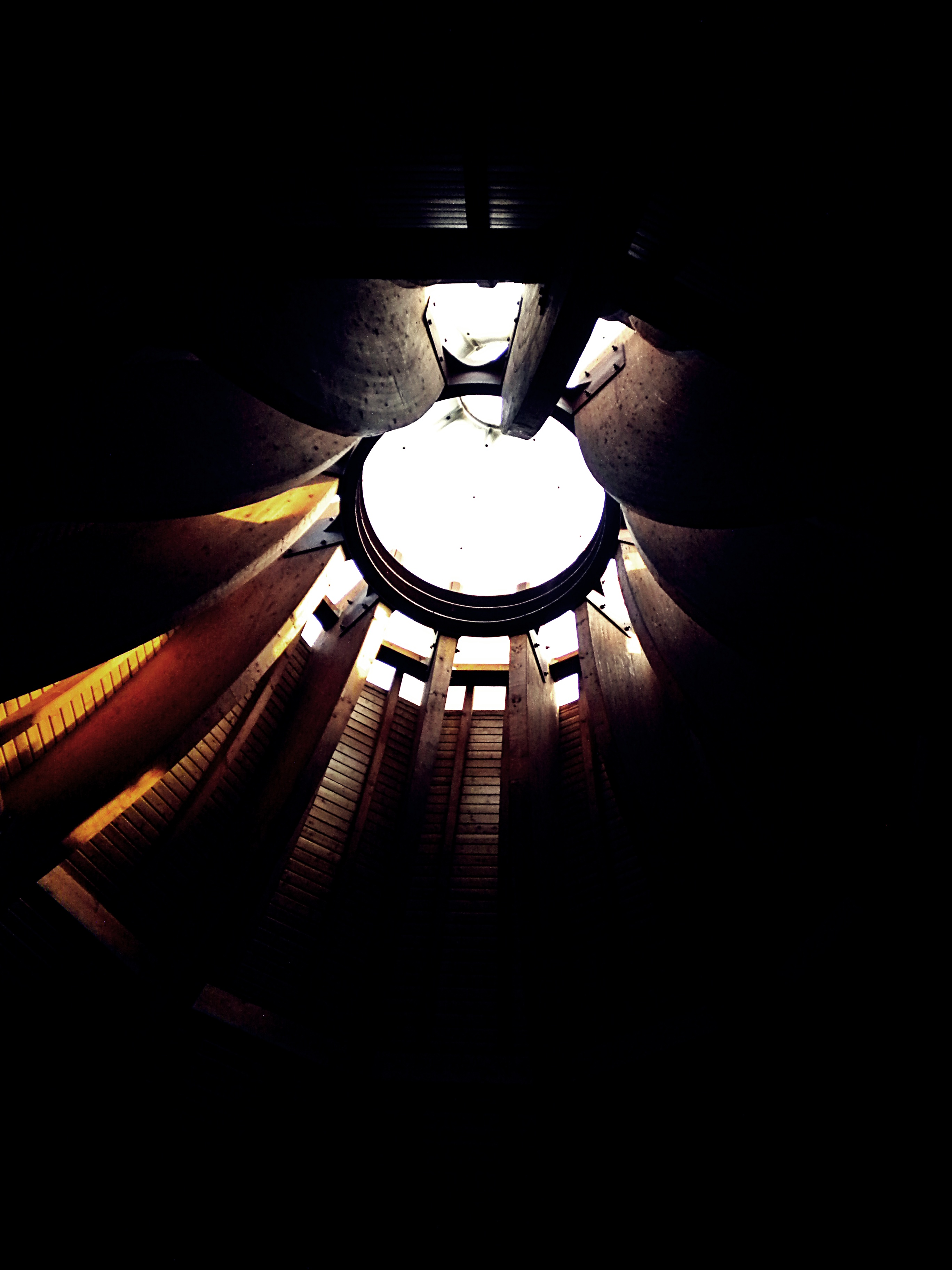
Kuppelspitze